# Nature triomphante
Pour plus de détails, voir Fiche technique et Distribution.
Nature triomphante  (titre original : God's Crucible) est un film muet américain réalisé par Lynn Reynolds, sorti en 1917.

## Fiche technique
- Titre : Nature triomphante
- Titre original : God's Crucible
- Titre de travail : The Shriveled Soul
- Réalisation : Lynn Reynolds
- Scénario : Lynn Reynolds
- Producteur :
- Société de production :  Universal Film Manufacturing Company
- Société de distribution :  Universal Film Manufacturing Company
- Pays d'origine :  États-Unis
- Langue : film muet avec les intertitres en anglais
- Métrage : 1 500 m (5 bobines)
- Format : Noir et blanc — 35 mm — 1,33:1 — Muet
- Genre : Film dramatique, Western
- Durée : 50 minutes
- Dates de sortie : 
  -  États-Unis : 22 janvier 1917

## Distribution
- George Hernandez : Lorenzo Todd
- Val Paul (en) : Warren Todd
- Fred Montague : Dudley Phillips (as Frederick Montague)
- Myrtle Gonzalez : Virginia Phillips
- Jack Curtis : Oracle Jack
- Ed Brady : Wilkins
- Frankie Lee : Bobby
- Harry Griffith : Ira Todd